# Mario Manuel Veiga da Mota
Mario Manuel Veiga da Mota (Gueifães, 5 de Janeiro de 1939 - Ermesinde, 26 de Fevereiro de 1959) foi um ciclista português do FC Porto.
Veiga da Mota iniciou-se no ciclismo do F.C.Porto em 1956 tendo falecido quando se preparava para os Campeonatos de Fundo, num acidente ocorrido quando seguia juntamente com a sua equipa num treino de estrada.

## Biografia
Mario Manuel Veiga da Mota, filho de Luis Teixeira da Mota e de Maria Aidé Veiga Ribeiro, nasceu em Gueifães, Maia, a 5 de Janeiro de 1939,na rua Sá e Melo, desde cedo se interessa pelas bicicletas e pelo ciclismo. Em 1956 ingressa no F.C.Porto e corre pela 1ª vez na categoria de Populares. Em 1957, nesta mesma equipa de ciclismo, passa a categoria de iniciados. Em 1958 sobe à categoria de senior, situação que manteve até a sua morte, ocorrida em Fevereiro de 1959.

## Carreira
Inicio da carreira em 1956 na Volta a Valongo na categoria de Populares, sendo esta a sua primeira participação. No ano seguinte (1957), disputou a sua primeira corrida oficial, Porto-St.Tirso, St.Tirso-Porto, para Iniciados. Nesse ano sagra-se Campeão Regional de Velocidade. Em 1958, entre outros êxitos, alcançou os títulos de Campeão Regional e Campeão Nacional  de Velocidade. Em 1959, na categoria de Amadores Seniores, venceu todas as provas oficiais de Ciclo-Cross: Campeonato Regional e Nacional, sendo este ultimo disputado em Lisboa.  
Na última prova em que participou em Fevereiro de 1959, Prova de Preparação da Associação Ciclismo do Norte, treinado por Onofre Tavares, alcança novamente o 1º lugar da  categoria de Seniores.
Devido ao inesperado e súbito desaparecimento deste atleta, 4 das medalhas que conquistou, foram entregues em cerimonia póstuma a seu pai, pelo então presidente do FC Porto, Luis Ferreira Alves, num ambiente de profunda consternação, tendo o muito publico presente, irrompido numa ovação espontânea de reconhecimento e pesar.

## Morte
Aos 20 anos de idade, era considerado uma das grandes esperanças do ciclismo português até ao seu desaparecimento num trágico acidente, quando fazia a sua preparação para os campeonatos de Fundo. O infortunado atleta, representante do FC Porto, seguia em treino de estrada, integrado na equipa, até Penafiel. No regresso, entre Valongo e Ermesinde, Veiga da Mota, perde o controlo do velocipede, devido a avaria no eixo da roda dianteira, embatendo com muita violência, numa árvore colocada no separador central, na descida junto á Igreja de Sta. Rita.
Gravemente ferido na cabeça, foi socorrido e transportado de urgência em ambulância dos bombeiros voluntários de Ermesinde para o Hospital Geral de S. António. Apesar de todos os esforços, acaba por não resistir aos ferimentos, vindo a falecer horas depois.